# طماق الكاحل
طماق الكاحل هو نوع من الملحقات الكلاسيكية للباس القدم التي ترتدى خارجياً، ويغطي مشط القدم والكاحل.